# Futsal Panthers Köln
Futsal Panthers Köln ist einer der älteste deutschen Futsalvereine aus Köln. Von ehemaligen Studierenden der Deutschen Sporthochschule Köln (SpoHo) gegründet, spielt die 1. Mannschaft der Herren seit der Saison 2024/2025 erstmals in der höchsten deutschen Spielklasse, der DFB Futsal-Bundesliga.
Neben dem 1. Herren-Team, gibt es noch ein Damen-Team (Futsal Regionalliga West), ein 2. Herren-Team (Futsal Regionalliga West) und ein 3. Herren-Team (Futsal Mittelrheiliga). Die Futsal Panthers Köln e. V. sind als reiner Futsal-Verein einer der wenigen Vereine in Deutschland und bestehen insgesamt aus vier Mannschaften. Die Heimspiele werden vorrangig in der Sporthallen am Wasseramselweg, in Köln Vogelsang ausgetragen.
Alle Teams haben in den vergangenen Jahren diverse Erfolge gefeiert – von drei Regionalliga West-Meisterschaften in Folge (2022–2024, 1. Herren) über den 4. Platz bei den Deutschen Meisterschaften der Frauen (2024) bis hin zu fünf Futsal-Mittelrheinliga-Meisterschaften in Folge (2016/17–2020/21, 2. Herren).

## Geschichte
Der Verein wurde im Jahre 2005 gegründet und ist der älteste Futsalverein der Stadt. Die Vereinsgründer waren Studenten der Deutschen Sporthochschule. Noch im Gründungsjahr qualifizierte sich die Mannschaft für die neu geschaffene WFLV-Futsal-Liga und wurde 2009 dessen Vizemeister hinter dem UFC Münster. Die Kölner qualifizierten sich für den DFB-Futsal-Cup 2009 und konnten sich nach einem 14:13 nach Sechsmeterschießen gegen den VfV 06 Hildesheim den deutschen Meistertitel sichern. Zwei Jahre später wurden die Kölner erstmals Meister der WFLV-Futsal-Liga. 2012 erreichten die Futsal Panthers erneut das Endspiel des DFB-Futsal-Cups, verloren allerdings gegen die Hamburg Panthers mit 2:4. Nach einem personellen Umbruch stiegen die Kölner ein Jahr später nach verlorener Relegation aus der WFLV-Futsal-Liga ab. Schon in der folgenden Saison 2013/14 folgte der sofortige Wiederaufstieg. Zwei Jahre später verpassten die Kölner nur aufgrund des schlechteren Direkter Vergleich gegenüber dem MCH Futsal Club Sennestadt die Vizemeisterschaft und die erneute Qualifikation für den nunmehr Deutsche Futsal-Meisterschaft genannten Wettbewerb. Im Jahre 2018 wurden die Kölner dann Meister der Futsalliga West und qualifizierten sich für die Deutsche Futsal-Meisterschaft 2018. Dort unterlag die Mannschaft im Endspiel dem VfL 05 Hohenstein-Ernstthal nach Verlängerung mit 5:6.
Die Frauenmannschaft der Futsal Panthers gehörte im Jahre 2015 zu den Gründungsmitgliedern der WFLV-Futsal-Liga der Frauen.

## Erfolge
- Deutscher Futsalmeister: 2009
- Deutscher Futsalvizemeister: 2012, 2018
- Meister der WFLV-Futsal-Liga / Futsalliga West: 2011, 2018, 2022, 2023, 2024
- Vizemeister der WFLV-Futsal-Liga / Futsalliga West: 2009, 2010, 2012, 2019, 2020
- Meister der Futsal-Regionalliga-West: 2018, 2022, 2023, 2024
- Aufstieg in die DFB Futsal-Bundesliga: 2024